# John Hawkins (Leichtathlet)
John Hawkins (* 8. Juni 1949 in Kelowna) ist ein ehemaliger kanadischer Hochspringer.
Bei den British Commonwealth Games 1970 in Edinburgh gewann er Silber.
1971 wurde er Vierter bei den Panamerikanischen Spielen in Cali und 1972 Neunter bei den Olympischen Spielen in München. 1973 holte er Bronze bei der Universiade, und 1974 wurde er Fünfter bei den British Commonwealth Games in Christchurch.
Seine persönliche Bestleistung von 2,18 m stellte er am 27. Juni 1973 in Toronto auf.